# Duché de Prusse
Pour les articles homonymes, voir Prusse (homonymie).
1525-–1701
Entités précédentes :
- État monastique des chevaliers Teutoniques

Entités suivantes :
- Royaume de Prusse

Le duché de Prusse (en allemand : Herzogtum Preußen, en polonais Księstwo w Prusach), ou Prusse ducale (herzogliches Preußen, Prusy Książęce), est une principauté territoriale héréditaire vassale du roi de Pologne, fondée en 1525 lors de la sécularisation de l'État teutonique par son grand maître Albert de Brandebourg-Ansbach, premier prince en Europe à adopter officiellement le luthéranisme comme religion de son État.
En 1618, le duché de Prusse échoit à l'électeur de Brandebourg Jean III Sigismond, de la maison de Hohenzollern comme Albert. Ainsi est réalisée une union personnelle des deux territoires (Brandebourg-Prusse), qui est le fondement du royaume de Prusse du XVIIIe siècle.

## La fondation du duché

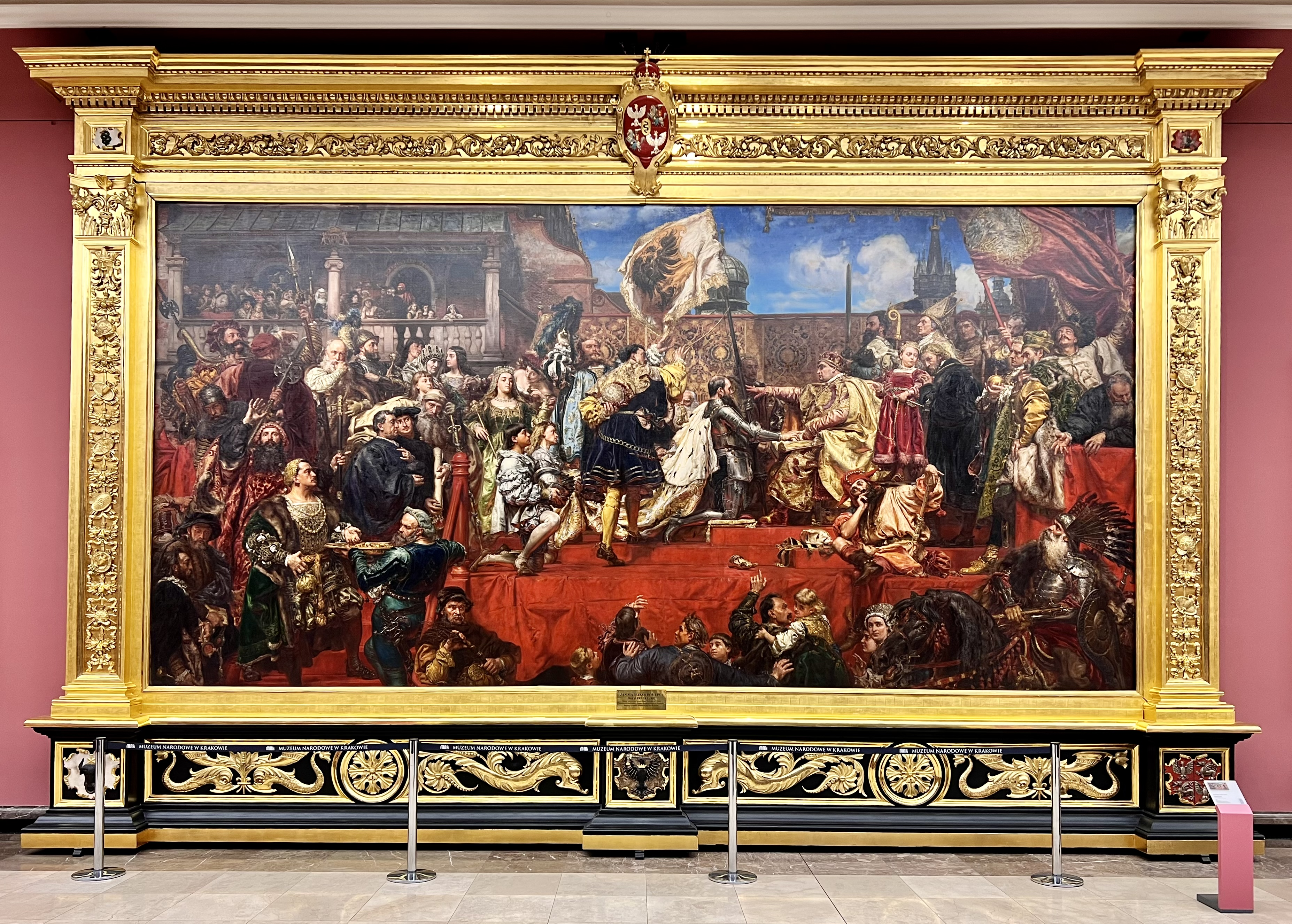
L'Hommage prussien, huile sur toile de Jan Matejko (1882), musée nationale de Cracovie. Sigismond Ier de Pologne, roi de Pologne-Lituanie, donne en fief le duché de Prusse à Albert de Brandebourg-Ansbach (1525).

### Laguerre entre la Pologne et l'ordre Teutonique(1519-1521)
Les chevaliers Teutoniques sont de longue date considérés comme des ennemis par la Pologne, qui leur a infligé une sévère défaite en 1410 à Grunwald. Un peu plus tard, la Pologne a réussi à s'emparer de la partie ouest des territoires teutoniques (Prusse royale, autour de Dantzig), à la suite d'un accord avec la population en révolte contre l'ordre (ligue de Prusse).
L'élection comme trente-septième grand-maître, après la mort de Frédéric de Saxe en 1510, du Hohenzollern Albert de Brandebourg-Ansbach, suscite un retour des tensions avec la Pologne, bien qu'il soit le neveu, par sa mère Sophie Jagellon, du roi Sigismond Ier. Il refuse en effet toute allégeance à la Pologne, allant même jusqu'à s'allier avec le grand-prince de Moscou Vassili III, dont les troupes ont envahi le grand-duché de Lituanie. Il revendique alors le retour de la Prusse royale à l'ordre Teutonique.
En décembre 1519, la diète du royaume de Pologne vote la reconnaissance d'un état de guerre avec l'ordre Teutonique. Les hostilités s'engagent en 1520 : les troupes polonaises mettent le siège devant Marienwerder, les Teutoniques, renforcés par des mercenaires, contre-attaquent et assiègent Dantzig. Le conflit s'enlise par manque de moyens de chaque côté.
En 1521, l'empereur Charles Quint demande la suspension de la guerre en Prusse, étant donné que les Turcs ont envahi la Hongrie. Un armistice est signé à Thorn (Toruń) le 5 avril 1521. Une trêve de quatre ans est établie, au terme de laquelle l'empereur et le roi de Pologne s'accorderont sur le statut de la Prusse teutonique.
Le grand-maître va profiter de ces quatre années de répit pour opérer un changement radical.

### La conversion d'Albert de Brandebourg au luthéranisme (1524-1525)
Le monde germanique est alors en pleine crise religieuse. Le 31 octobre 1517, Martin Luther a affiché sur les portes de l'église du château de Wittenberg ses 95 thèses condamnant de nombreuses pratiques de l'Église catholique. Ce texte, diffusé en Allemagne, suscite une grande controverse dont les principales étapes sont : le refus de Luther de se rétracter (octobre 1518, à Augsbourg) ; la bulle Exsurge Domine (juin 1520) ; la destruction publique de cette bulle par Luther (10 décembre 1520) ; son excommunication (janvier 1521) ; sa mise au ban de l'Empire (édit de Worms, 26 mai 1521) ; sa mise à l'abri au château de la Wartbourg par l'électeur de Saxe Frédéric III ; son retour à Wittenberg au début de 1524. Luther bénéficie non seulement de l'appui de ce prince et de quelques autres, mais aussi d'un soutien populaire en Allemagne. Très rapidement se constitue un camp luthérien, prêt à s'opposer à l'empereur ; ce camp sera formalisé en 1531 par la ligue de Smalkalde. Albert de Brandebourg s'intègre dans ce camp dès le début des années 1520, il va même en devenir un élément important.
Voyageant dans le Saint-Empire à la recherche de soutiens pour sa politique polonaise, le grand-maître côtoie les principaux partisans de la Réforme : il se rend en particulier à Wittenberg, où Luther l'incite dans un premier temps à permettre le mariage des clercs appartenant à l'ordre, puis à achever le processus de sécularisation de l'ordre en cours depuis les années 1460. Après cette rencontre, les deux hommes entretiennent une correspondance suivie.
En 1524, Albert fait venir à Königsberg des proches de Luther.
En 1525, il se convertit au luthéranisme,,,, et entre en négociation avec le roi de Pologne.

### Le traité de Cracovie avec la Pologne (8 avril 1525)
Les négociations aboutissent au traité de Cracovie, signé le 8 avril 1525, qui est aussi le traité de paix mettant juridiquement fin à la guerre de 1519.
Albert de Brandebourg obtient l'accord du roi de Pologne pour sa conversion à la religion luthérienne et surtout pour séculariser l'État Teutonique comme duché héréditaire, moyennant la reconnaissance de la suzeraineté du royaume de Pologne sur cette nouvelle entité. L'état de vassal du duc de Prusse est formalisé juridiquement par un hommage. Une clause prévoit le retour des droits et territoires prussiens à la Pologne en cas d'extinction de la lignée masculine du duc de Prusse.
Cette vassalité implique une possibilité d'intervention du roi de Pologne dans la vie politique du duché ; en effet, il représente un recours pour les mécontents et, jusqu'au milieu du XVIIe siècle, il réussit parfois à imposer sa juridiction d'appel aux ducs successifs.
De plus, de nombreuses familles nobles sont possessionnées à la fois en Prusse et en Pologne, et les guerres fréquentes dans lesquelles est impliquée la Pologne offrent aux nobles prussiens une possibilité de carrière militaire dans l'armée polonaise.

### Conséquences politiques de la sécularisation de l'ordre Teutonique
L'accord de 1525 entraîne la séparation de l'ordre de Livonie, ordre autonome au sein de l'ordre Teutonique qui régit les territoires situés à l'est de la mer Baltique (actuelles Estonie et Lettonie). Les membres de l'ordre de Livonie ne suivent pas le grand-maître dans sa conversion au luthéranisme (la sécularisation de l'ordre de Livonie interviendra seulement quelques années plus tard).
Albert de Brandebourg se voit cité à comparaître devant la Cour de justice du Saint-Empire, mais ne s'y présente pas. Il est donc mis au ban de l'Empire.

## Le premier État luthérien

### La sécularisation des biens de l'ordre
Il entreprend alors, sur les conseils de Luther, la sécularisation du territoire dont il est devenu le duc.
La sécularisation n'entraîne pas de changement économique et social majeur, les anciens commandeurs teutoniques et leurs subordonnés conservent leur position dans la hiérarchie sociale, une fois leur conversion prononcée.
Le duc, grand bénéficiaire de la sécularisation des biens ecclésiastiques, possède, sur l'ensemble du territoire du duché, 48% des terres arables dès le XVIe siècle.

### Un État luthérien
Le protestantisme luthérien devient religion d'État avec le mandement de Réformation du 6 juillet 1525.
Le 10 décembre de la même année, la diète de Königsberg publie le Règlement ecclésiastique (Kirchenordnung) qui doit s'appliquer au sein de la nouvelle Église territoriale du duché de Prusse.
La conversion de la population à l'instigation du duc évite au pouvoir en place des soubresauts sociaux de grande ampleur comme une révolte des paysans, et assure une grande continuité au sein du personnel religieux en place dans le duché : les évêques, par exemple, sécularisent le diocèse dont ils ont la charge.

### L'université de Königsberg (1544)
De plus, dès 1544, une université luthérienne est fondée à Königsberg, dont l'organisation est conforme aux préconisations de Philippe Mélanchthon. Cette université assure au duché un rayonnement sans commune mesure avec son importance politique réelle : en effet, l'université prussienne est la seconde université protestante par sa date de fondation et assure l'influence culturelle du duché en Pologne ; un certain nombre de nobles polonais et lituaniens y envoient leurs enfants, de plus, elle assure le développement de l'imprimerie dans le Nord de l'Europe. Les bonnes relations avec Luther sont symbolisées par la venue à cette nouvelle université de Königsberg du fils du réformateur pour étudier la théologie.

### Une population en majorité favorable à la Réforme
Après 1525, les ducs organisent la conversion de leurs sujets au luthéranisme, ces derniers étant tenus d'avoir la même religion que leur duc.
Le luthéranisme rencontre rapidement un vif succès et les conversions se multiplient dans la population.
Le caractère massif de ces conversions connaît une conséquence inattendue : le duc prussien voit l'influence de son duché grandir auprès des habitants de Prusse royale, territoire annexé au cours du XVe siècle à la Pologne.

## Le duché auXVIesiècle

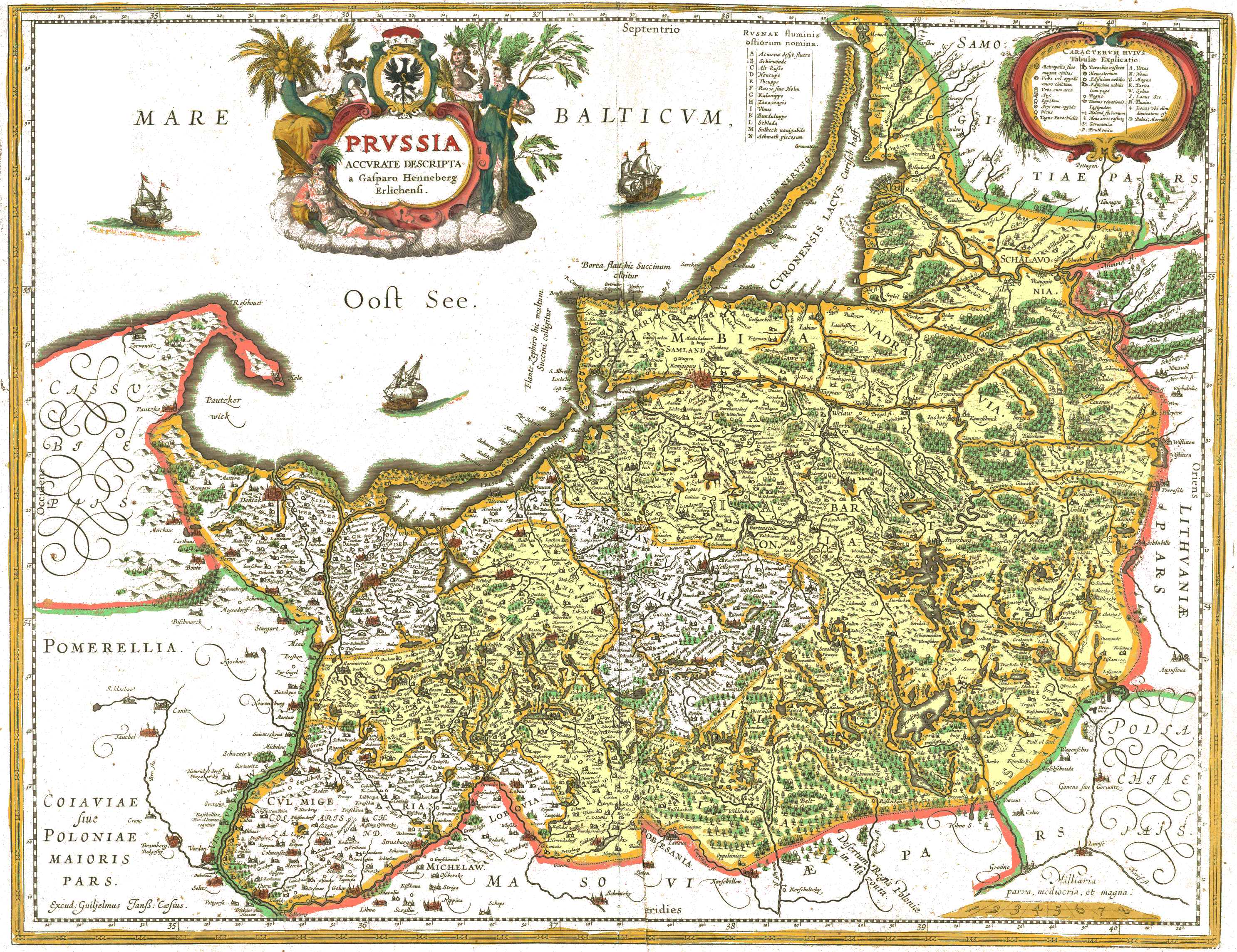
Le Prusse ducale (en jaune) et la Prusse royale (en blanc) en 1576.

Le grand-maître, Albert de Hohenzollern-Ansbach, crée à son profit le titre de duc de Prusse.
Duc nouvellement créé, Albert doit affronter dans un premier temps l'hostilité polonaise, ayant refusé l'hommage dû au roi de Pologne.

### Les premiers ducs
Les premières années du règne d'Albert de Brandebourg sont prospères. Devant affronter la paysannerie, les terres et les trésors de l'Église lui permettent d'entretenir une cour somptueuse. Il encourage la promotion de l'étude en créant des écoles dans chaque ville du duché, libère les serfs, et fait imprimer en allemand le catéchisme protestant. En 1544, malgré les oppositions, il crée l'université Albertina de Königsberg.
Cependant, cette politique suscite l'opposition des ordres prussiens, qui recherchent alors le soutien du suzerain d'Albert, notamment face à sa politique religieuse,.
Mais des conflits religieux et politiques internes ont rapidement raison de la santé d'Albert de Brandebourg, contraint d'abandonner quasiment le pouvoir. Son fils Albert-Frédéric étant encore mineur, il doit choisir un régent. Une fois majeur, le duc doit louvoyer face aux ordres et aux Polonais, dont les rois successifs entretiennent des liens de famille avec les ducs prussiens.
Albert meurt de la peste à Tapiau le 20 mars 1568. Albert-Frédéric lui succède ; ayant reçu une bonne éducation, il est cependant atteint d'une aliénation mentale profonde, et meurt le 27 juin 1618 sans héritier masculin.

### Mise en place des institutions
Rapidement après l'érection du duché, les pouvoirs s'organisent selon un triangle institutionnel formé par le suzerain polonais, le duc prussien et les ordres,.
Ces ordres, représentants de la noblesse et des villes, reconnaissent son pouvoir par un hommage, mais sont souvent en opposition avec le duc et sa politique, exigeant des comptes et se dressant parfois contre sa politique.
Le 5 octobre 1566, Albert de Brandebourg, alors en fin de règne, doit leur concéder une constitution encadrant strictement les prérogatives du duc. En effet, il doit accepter la création d'un Oberrat, composé de 4 conseillers, le grand burgrave, le grand maréchal, le maître de la Cour et le chancelier : ensemble, ils composent avec le duc l'Oberratstube, instance qui perdure jusqu'en 1808.
Souvent absent après la mise en place de l'union personnelle avec le Brandebourg, le duc est représenté sur place par un Statthalter, un gouverneur choisi par le duc parmi ses proches parents.

## Le duché auXVIIesiècle
L'année 1618 constitue une césure dans l'histoire du duché. En effet, le duché, petite principauté baltique vassale de la république des Deux Nations, est dévolu, après la mort sans héritier mâle d'Albert-Frédéric, à sa fille Anne de Prusse, épouse de l'électeur Jean III Sigismond de Brandebourg.

### L'union avec le Brandebourg
À la mort du duc Albert-Frédéric de Prusse, le duché échoit à sa fille, Anne de Prusse, épouse de Jean III Sigismond de Brandebourg, dans le cadre d'une union personnelle sous le nom de Brandebourg-Prusse. Dans ce cadre, le duché conserve ses spécificités, mais n'est qu'un territoire parmi d'autres placés sous le sceptre de l'électeur. Entraîné dans les conflits qui rythment la vie du Saint-Empire et dans lesquels est souvent impliqué l’électeur, le duché constitue néanmoins un refuge pour ce prince et sa famille durant les périodes d'occupation de l'électorat.
Cette union personnelle modifie également les rapports entre le duc et son duché. Le duc souhaite rapidement la mise en place d'institutions comparable à celles en vigueur dans l'électorat allemand. Ainsi, imposées depuis Berlin, la mise en place d'une fiscalité plus lourde et les réformes financières visant à transformer les deux principautés en un seul État sont difficilement acceptés dans le duché.

### La fin de la suzeraineté polonaise
De 1655 à 1660, lors de la première guerre du Nord, le Brandebourg-Prusse s'allie temporairement avec la Suède : le 30 juillet 1656, la Suède et le Brandebourg-Prusse remportent la bataille de Varsovie contre la république des Deux Nations. Cette alliance entraîne notamment le pillage du duché par les Tatars au service du roi de Pologne.
Le 20 novembre 1656, par le traité de Labiau, le roi de Suède, en difficulté face aux Polonais, reconnaît la souveraineté du prince-électeur Frédéric-Guillaume Ier de Brandebourg sur le duché de Prusse. Le 16 septembre 1657, par le traité de Wehlau, le duc de Prusse, effrayé par l'installation suédoise en Prusse royale, et le roi de Pologne s'allient face à la Suède; le Polonais renonce à sa suzeraineté sur le duché de Prusse en contrepartie de la rupture de son alliance avec la Suède. Le « duc en Prusse » devient « duc de Prusse »,. L'accord est confirmé par le traité de Bromberg (9 novembre 1657) puis le traité d'Oliva (3 mai 1660). Frédéric-Guillaume Ier de Brandebourg est ainsi délié de l'hommage dû à partir de 1466 ; de plus, situé à l'extérieur de l'Empire, le duché s'affirme comme souverain à partir de cette date, le duc de Prusse ne devant plus l'hommage féodal à aucune puissance temporelle pour le duché.

### Le duc, «roi en Prusse»
En 1700, lors des négociations destinées à former la Grande Alliance, le duc de Prusse Frédéric III obtient de l'empereur l'érection de son duché en royaume. Toutefois, il ne peut pas, dans le Saint-Empire, être appelé « roi de Prusse », mais seulement « roi en Prusse » (jusqu'en 1772).
Les dispositions faisant du roi de Pologne l'héritier du souverain prussien ne seront approuvées par la diète de la république des Deux Nations qu'en 1764, à la demande pressante des Russes.

## Économie
Situé au sud de la mer Baltique, le duché joue un rôle important dans l'économie de la mer Baltique.
La transformation de l'État teutonique en duché ne modifie pas les rapports entre les différents acteurs économiques, le duc de Prusse héritant des prérogatives du grand-maître.
Dans le même temps, la capitale ducale, Königsberg, connaît un certain essor économique, se spécialisant dans l'exportation de textiles et du cuir d'un vaste hinterland.

### De grandes propriétés
Le duché de Prusse, héritier de l'ordre teutonique, développe l'économie des territoires conquis au cours du XIIIe siècle et XIVe siècle en encourageant la culture des céréales, dans de grandes domaines. Au cours du XVIe siècle, l'importance des propriétaires de ces domaines croît, notamment parce qu'ils sont les seuls à pouvoir répondre aux besoins des ducs, qui leur confient la gestion de leurs domaines privés ou publics

### Au croisement de différentes routes commerciales
Ainsi, le duché se trouve au confluent de plusieurs routes commerciales, point de passage entre les bassins de la Vistule et du Niémen. De plus, la forte demande en bois et en denrées alimentaires renforce l'économie du Duché et de son principal port, Königsberg. De plus, au cours du XVIe siècle, l'influence des commerçants de la Hanse dans l'économie du Duché, décline, progressivement remplacés par les commerçants hollandais.
De plus, la faiblesse de la demande, alliée à un vaste arrière-pays, crée rapidement les conditions de la création d'une balance des paiements largement excédentaire.
L'économie du Duché est essentiellement agraire, basée sur de grands domaines agricoles, sur lesquels travaillent une paysannerie toujours plus dépendante.

### Une immigration régulière
De plus, rapidement après l'érection du duché, les souverains prussiens intègrent aux populations peuplant leur État de nombreux protestants persécutés : ainsi, dès 1543, les protestants hollandais expulsés par Charles Quint sont installés à Königsberg et à Eylau, les protestants polonais et lituaniens sont respectivement installés dans le Sud et le Nord-Est du duché, encourageant le dynamisme démographique et économique du duché.

## Liste des ducs et régents[23],[24]
- 1525 – 20 mars 1568 : Albert Ier de Prusse
- 20 mars 1568 – août 1618 : Albert II ''Frédéric'' de Prusse, fils du précédent
  - 1577-1603 : margrave Georges Frédéric, régent du duché
  - 1605-1608 : électeur Joachim III Frédéric de Brandebourg, régent du duché
  - 1609 – août 1618 : électeur Jean III ''Sigismond'' de Brandebourg, fils du précédent et gendre d'Albert II Frédéric, régent du duché
- août 1618 – 23 décembre 1619 : électeur Jean III ''Sigismond'' de Brandebourg, le précédent
- 23 décembre 1619 – 1er décembre 1640 : électeur Georges Guillaume de Brandebourg, fils du précédent
- 1er décembre 1640 – 9 mai 1688 : électeur Frédéric Guillaume de Brandebourg, fils du précédent
- 9 mai 1688 – 18 janvier 1701 : électeur Frédéric III de Brandebourg, fils du précédent

### Liens internet
1. ↑  Anonyme, Free Europe: Fortnightly Review of International Affairs, volumes 4 à 5, Broché, 1941.
2. ↑  Cornelius J. Dyck, Dennis D. Martin, Cornelius J. Dyck, Dennis D. Martin, Mennonite Brethren Pub. House, 1955.